# Bukayo Saka
Bukayo Saka (Ealing, 5. rujna 2001.) engleski je nogometaš koji može igrati na poziciji lijevog beka, središnjeg veznog ili krila. Trenutačno igra za Arsenal.

## Klupska karijera

### Arsenal

#### Rana karijera
Igrao je za Watford prije nego što je kao sedmogodišnjak postao član Arsenalove akademije.

#### Sezona 2018./19.
Dana 29. studenog 2018. ostvario je svoj profesionalni debi za Arsenal i to u utakmici UEFA Europske lige protiv Vorskla Poltave koja je izgubila 0:3. Saka je tada zamijenio Aarona Ramseya u 68. minuti. Prvog dana 2019. debitirao je u Premier ligi zamijenivši Alexa Iwobija u 83. minuti utakmice odigrane protiv Fulhama koji je izgubio 1:4. Tada je postao prvi igrač koji je rođen u 21. stoljeću, a da je imao nastup u Premier ligi.

#### Sezona 2019./20.
Na utakmici Europske lige odigrane 19. rujna 2019. protiv Eintracht Frankfurta koji je poražen 3:0, Saka je postigao svoj prvi gol za Arsenal te je također asistirao za druga dva gola. Svoj prvi ligaški gol za Arsenal postigao je 4. srpnja 2020. protiv Wolverhampton Wanderersa koje je Arsenal pobijedio 0:2.

#### Sezona 2020./21.
Dana 28. kolovoza 2020. asistirao je za jedini gol Arsenala u utakmici Community Shielda protiv Liverpoola kojeg je Arsenal dobio 5:4 na penale. Dana 6. ožujka 2021. ostvario je svoj 50. ligaški nastup te je time postao drugi najmlađi igrač u klupskoj povijesti koji je ostvario to postignuće. Imenovan je igračem sezone Arsenala za sezonu 2020./21.

#### Sezona 2021./22.
Saka je postigao dva gola u utakmici protiv Norwich Cityja koji je izgubio 0:5 te je time postao drugi najmlađi igrač u povijesti kluba, nakon Nicolasa Anelke, koji je postigao 10 golova u Premier ligi. Bio je najbolji strijelac Arsenala u toj sezoni. Drugi put zaredom imenovan je Arsenalovim igračem sezone. Time je postao prvi igrač Arsenala koji je dvaput zaredom imenovan igračem sezone od Thierryja Henryja koji je imenovan igračem sezone 2003. i 2004.

#### Sezona 2022./23.
U ožujku 2023. prvi puta je imenovan igračem mjeseca Premier lige.

## Reprezentativna karijera
Tijekom svoje omladinske karijere nastupao je za selekcije Engleske do 16, 17, 18, 19 i 21 godine. Za A selekciju Engleske debitirao je 8. listopada 2020. u prijateljskoj utakmici protiv Walesa kojeg je Engleska dobila 3:0. Svoj prvi gol za A selekciju postigao je 2. lipnja 2021. u prijateljskoj utakmici protiv Austrije koju je Engleska dobila s minimalnih 1:0. Saka je u finalu Europskog prvenstva 2020. izveo posljednji penal kojeg je obranio Gianluigi Donnarumma. Italija je tako postala europski prvak dobivši Englesku 4:2 na penale. Imenovan je igračem godine Engleske za sezonu 2021./22. Time je postao prvi igrač Arsenala koji je dobio to priznanje. Na Svjetskom prvenstvu 2022. postigao je dva gola protiv Irana u prvoj utakmici grupne faze koja je završila 6:2 te jedan gol u utakmici osmine finala protiv Senegala kojeg je Engleska dobila 3:0. Svoj prvi hat-trick za reprezentaciju postigao je 19. lipnja 2023. u kvalifikacijskoj utakmici za Europsko prvenstvo 2024. u kojoj je Sjeverna Makedonija izgubila s visokih 7:0.

## Priznanja

### Individualna
- Engleski igrač godine: 2021./22.[26]
- Igrač mjeseca Premier lige: ožujak 2023.[2]
- Igrač sezone Arsenala: 2020./21.,[13] 2021./22.[27]
- Član IFFHS-ove momčadi svijeta do 20 godina: 2021.[28]
- Mladi igrač godine Londona: 2023.[29]

### Klupska
Arsenal
- FA kup: 2019./20.[30]
- FA Community Shield: 2020.,[31] 2023.[32]
- Finalist UEFA Europske lige: 2018./19.[33]

### Reprezentativna
Engleska
- Europsko prvenstvo (finalist): 2020.[34]

## Vanjske poveznice
- Profil, Arsenal
- Profil, Engleski nogometni savez
- Bukayo Saka u UEFA-inim natjecanjima (arhivirane) (engl.)